# توم ميتن
توم ميتِن (بالإنجليزية: Tom Meeten)‏ هو كاتب سيناريو وممثل بريطاني، ولد في 30 أبريل 1974 في المملكة المتحدة.

## وصلات خارجية
- توم ميتن على موقع IMDb (الإنجليزية)
- توم ميتن على موقع ألو سيني (الفرنسية)
- توم ميتن على موقع ميوزك برينز (الإنجليزية)
- توم ميتن على موقع أول موفي (الإنجليزية)
- توم ميتن على موقع قاعدة بيانات الفيلم (الإنجليزية)
- توم ميتن على موقع كينوبويسك (الروسية)